# FC Pfalz Ludwigshafen
Der FC Pfalz Ludwigshafen war ein deutscher Sportverein aus Ludwigshafen. Er wurde 1903 gegründet und existierte bis 1937, als der Verein mit dem FC Phönix Ludwigshafen zur TSG 1861 Ludwigshafen zwangsfusioniert wurde.

## Geschichte
Der Verein wurde am 22. August 1903 von ehemaligen Mittelschülern unter Leitung von Franz Belle im Restaurant Boos gegründet. Anfänglich spielte die Mannschaft an der Austraße, 1907 zog der Verein auf ein Gelände nahe der Raschig-Fabrik in der Lagerhausstraße. Bereits in der Saison 1905/06 wurde Ludwigshafen Fußballmeister des Gaus Pfalz, zog sich in der Nordkreis-Endrunde jedoch zurück. Auch in der Spielzeit 1906/07 konnte erneut die Gaumeisterschaft der Pfalz errungen werden, in der anschließenden Endrunde war der Verein jedoch chancenlos. 1907/08 wurden die Gebiete neu unterteilt, es gab fortan die vier Kreise Nordkreis, Ostkreis, Südkreis und Westkreis. Pfalz Ludwigshafen spielte im Westkreis, der gleich in der ersten Saison gewonnen wurde. In der anschließenden Endrunde um die süddeutsche Fußballmeisterschaft wurde Pfalz mit nur einem Sieg aus sechs Spielen letzter. Bis zum Beginn des Ersten Weltkriegs verblieb der Verein in der obersten Liga des Westkreises.
1915/16 gewann Pfalz Ludwigshafen erneut den Westkreis im Finale gegen den Mannheimer FC Phönix mit 2:1. In der anschließenden süddeutschen Fußballendrunde wurde im Halbfinale am 23. Juli 1916 der ehemalige deutsche Fußballmeister Freiburger FC mit 7:1 im Rückspiel geschlagen. Somit standen die Ludwigshafener am 30. Juli 1916 im Finale um die süddeutsche Fußballmeisterschaft gegen den 1. FC Nürnberg. Dieser war schlussendlich zu spielstark und Ludwigshafen verlor mit 1:4. 1916/17 qualifizierte sich der Verein als Westkreismeister erneut für die süddeutsche Endrunde, war aber in einer Vierergruppe den anderen Vereinen unterlegen. Nach dem Ersten Weltkrieg wurden die Gebiete vom Süddeutschen Fußball-Verband erneut geändert, die Ludwigshafener Vereine spielten fortan im Rheinbezirk. Pfalz Ludwigshafen setzte sich in der Spielzeit 1919/20 erneut durch und spielte wieder in der Endrunde um die süddeutsche Fußballmeisterschaft. Im Halbfinale wurde der Freiburger FC mit 5:0 geschlagen, im Finale traf Ludwigshafen erneut auf Nürnberg und verlor das Spiel mit 0:5. In den kommenden Jahren konnte der Verein nicht an diese Erfolge anknüpfen. Der Lokalrivale FC Phönix Ludwigshafen war inzwischen die Nummer eins in Ludwigshafen. Bis 1924/25 konnte Pfalz Ludwigshafen noch die erstklassige Bezirksliga Rhein halten, bevor der Verein absteigen musste. Zur Spielzeit 1927/28 gelang der Wiederaufstieg, die Liga konnte zwei Spielzeiten gehalten werden.
Für die 1933 gegründete Gauliga Südwest konnte sich der FC Pfalz Ludwigshafen nicht qualifizieren. Der Verein spielte in den unteren Ligen des Fußballgaus. Noch im Endstadium der Spielzeit 1936/37 wurden unter Druck der Nationalsozialisten die Vereine Pfalz Ludwigshafen, FC Phönix Ludwigshafen, TuFC Ludwigshafen, TV 1861 Ludwigshafen, Stemm- und Ringclub Ludwigshafen und Kanu-Club Ludwigshafen zur TSG 1861 Ludwigshafen zusammengeschlossen. Pfalz und Phönix hatten bereits seit längerem die Idee einer Fusion, ohne sich zu einem entscheidenden Schritt durchringen zu können. Nach Ende des Zweiten Weltkrieges wurde die TSG Ludwigshafen aufgelöst. Der Verein Pfalz Ludwigshafen wurde nicht neu gegründet, sondern blieb bei Phönix Ludwigshafen und ging im SV Phönix 03 Ludwigshafen auf.

## Erfolge
- Sieger Pfalzgau: 1906, 1907
- Sieger Westkreis: 1908, 1916, 1916/17
- Sieger Rheinbezirk: 1920

## Bekannte Spieler
- Otto Schwab

## Weitere Abteilungen
Überliefert ist ebenfalls eine Leichtathletik-Abteilung. Bei der deutschen Leichtathletik-Meisterschaft 1919 errang Philipp Junium im Speerwurf die Silbermedaille. Diesen Erfolg konnte er bei den deutschen Leichtathletik-Meisterschaften 1920 wiederholen. Rudolf Lochner errang die Bronzemedaille im Zehnkampf bei den deutschen Leichtathletik-Meisterschaften 1921. Junium gewann 1922 nochmals die Silbermedaille im Speerwurf.
Die Feldhandball-Abteilung der Männer spielte von 1933 bis zur Fusion in der erstklassigen Handball-Gauliga Südwest.